# 科林斯冰川
73°41′S 65°55′E / 73.683°S 65.917°E
科林斯冰川（英語：Collins Glacier）是南極洲的冰川，位於查爾斯王子山脈，在與梅勒冰川匯流處寬度約20公里，澳大利亞探險隊根據空中地區被繪入地圖。